# Equidnes
|  | Aquest article tracta sobre família de mamífers monotremes. Si cerqueu l'ésser mitològic, vegeu «Equidna (mitologia)». |

Els equidnes (Tachyglossidae) són, juntament amb els ornitorrincs, els únics supervivents de l'ordre Monotremata (mamífers que ponen ous). El nom d'equidna prové d'un monstre de la mitologia grega.

## Morfologia
Són animals amb un musell allargat en forma de bec, sense dents i amb una llengua allargada i retràctil. El cos, d'uns 30 a 90 centímetres, segons l'espècie, està cobert per una barreja de dos tipus de pèls, essent un d'ells més llarg i rígid, a manera d'espines. Només tenen un orifici corporal pels aparells urinari, reproductiu i digestiu. Ponen ous, tot i ser classificats com a mamífers. L'orella i l'ull comparteixen una mateixa obertura.

## Taxonomia
El francés Étienne Geoffroy Saint-Hilaire va treballar sense èxit per tal d'establir l'equidna i l'ornitorrinc com a nova classe de vertebrats, separats a la vegada de mamífers i rèptils i no simplement inferiors als placentaris. Existeixen dos gèneres d'equidnes amb tres espècies: 
- Tachyglossus aculeatus
- Zaglossus bruijni
- Zaglossus attemboroghi

A més a més s'han trobat tres espècies més en el registre fòssil australià.

## Ecologia
Els equidnes viuen en tot el continent australià (i s'estenen a Papua Nova Guinea); són l'únic animal nadiu amb una distribució tan extensa. Hivernen soterrats. Són grans excavadors amb el seu bec. Són molt longeus, poden arribar a viure 50 anys.
Amb el seu agut sentit de l'olfacte, l'equidna utilitza el seu llarg musell per buscar menjar, detectar el perill i localitzar a altres equidnes. Els tèrmits són l'aliment predilecte, és per això que els equidnes són sovint anomenades «formiguers espinosos». Una vegada trobat el menjar, atrapa la presa amb la seva llarga i enganxifosa llengua.
Tradicionalment se'ls ha atribuït un alt grau de primitivisme a causa de les seves característiques híbrides entre rèptil i mamífer però res més lluny de la realitat. El cervell és l'òrgan que desmenteix en major mesura aquesta afirmació: presenta un còrtex gruixut i també un neocòrtex amb nombrosos replecs. El còrtex cerebral de les equidnes és comparable al dels euteris. Al cervell també s'observen els lòbuls frontals molt desenvolupats i no hi ha presència de cos callós, tot i que els dos hemisferis cerebrals estan comunicats per la comissura anterior igual que en la resta de monotremes.